# ゲルストホーフェン
ゲルストホーフェン (ドイツ語: Gersthofen, ドイツ語発音: [gɛrstˈhoːf̩n] ( 音声ファイル)) は、ドイツ連邦共和国バイエルン州シュヴァーベン行政管区のアウクスブルク郡に属す市である。本市はアウクスブルクと直接市境を接している。

## 地理

### 市の構成
本市は7つのゲマインデタイル（地理上の地区）で構成されている。
- バッツェンホーフェン
- エーデンベルゲン
- ガイレンバッハ
- ゲルストホーフェン
- ヒルプリンゲン
- ペーターホーフ
- レッテンベルゲン

## 歴史

### 先史、古代
ゲルストホーフェンは古代からの集落であったとされている。人が定住した最も古い痕跡は、新石器時代（紀元前3000年頃）のものである。ハルシュタット時代後期（紀元前500年から400年）にケルト人がこの地に定住した。彼らは、ローマ人が Vindeliker と呼んだ部族に属した。1964年の運河建設工事の際にケルト人女性の墓の遺跡が見つかり、そこから紀元前4世紀の銅製の腕飾りが発見された。ゲルストホーフェン＝ペーターホーフ地区の南、レッテンベルゲン地区に属す小集落にケルト時代後期の四角形の砦跡がある。これはラ＝テーヌ時代後期に造られたもので、新しい研究により大きな集落構造に組み込まれたマナーハウスであると解釈されている。
紀元前15年のアウグストゥスのアルプス侵攻によりケルト人支配の時代が終わり、この地域はローマ人が支配した。この新しい、のちにラエティアと呼ばれることになる地域を開発するために、北イタリアと南ドイツとを結ぶローマ街道「クラウディア・アウグスタ街道」が建設された。1950年代の暗渠化工事により、市内を約 5800 m にわたって貫いていたクラウディア・アウグスタ街道の北端部分の遺構が確認された。
教区教会の聖ヤーコブス教会は、1世紀のローマ時代の聖域跡に建設されている。これは1854／55年の解体工事の際に発見された。ローマの神メルクリウスへ生贄を捧げる場として利用された可能性がある。銘文によれば、創設者は Senno という名前のローマ化したケルト人である。神殿の基礎部分や平面構造がないことから、戦利品として教会建設のための資材として転用された可能性がある。

### 中世
ローマ時代の終焉と260年頃のリーメス突破により、アレマン人がレヒ川とイラー川との間に進出した。1932年にゲルストホーフェンで発掘された列状墓も、アレマン人集落の最初の痕跡を示している。かつての修道院が、ゲルストホーフェンの歴史的な集落中心地を形成した。このエリアには7世紀後半からゲルマン人ゲルフレートの領主館があり、これがカロリング朝時代にマイアーホーフへ、さらに後にヴィドゥム（未亡人領）となった。
地名のゲルストホーフェン (Gersthofen) は、初代のジッペの長あるいは村の長に由来する。最初の記録は969年にアウクルブルク司教ウルリヒの文書に現れる。教会レーエンとして所有していた Gerfredeshoua の財産と土地を新設された聖シュテファン女子修道院の修道院長エーレンジンダに与えるという内容のものである。1150年に、後の聖十字架修道院の文書に、Gereshouen に所有する農場を寄進する事が記されており、ヴァルター司教によって他の寄進物とともに確認されている。
1143年の教皇ケレスティヌス2世の勅書では、ゲルストホーフェンはすでにアウクスブルク聖堂参事会の財産として記録されている。聖堂参事会は、特に、ゲルストホーフェン、メルティンゲン、ビーバーバッハの管理者を指名する権利を有していた。聖堂参事会は購入したり、交換したりという手段で徐々に村の全域を所有するようになった。また、任命した上級判事を介してゲルストホーフェンでの下級裁判権を行使した。主たる土地領主である聖堂参事会の他に、アウクスブルク市民や修道院も、司教、聖堂参事会あるいは共同のレーエンとして農場や小さな区画を所有した。重罪刑事裁判権は、当初はブルガウ辺境伯の地元のラントフォークタイ（代官）が管轄していた。最終的には誓約により帝国都市アウクスブルクがこれを獲得した。

### 近世
世俗化後、ゲルストホーフェンは1803年にバイエルン選帝侯領となった。バイエルンの新しい行政機構では、ゲルストホーフェンは1804年にラントゲリヒト・ゲッギンゲンに編入された。バイエルンの行政改革に伴う1818年の自治体令により現在の自治体が成立した。ゲルストホーフェンは1808年からレヒ郡、1810年からオーバードナウ郡に属し、1838年からはシュヴァーベン・ウント・ノイブルク郡、後のシュヴァーベン行政管区に属した。1844年時点でゲルストホーフェンには109軒の家があり、144家族、640人の住民が住んでいた。農地面積は4187タークヴェルクであった。
1900年頃に水力発電所を備えたレヒ運河が建設され、これによりヘキストの工場に電力が供給されたことが、ゲルストホーフェン発展の大きな弾みとなった。1904年にゲルストホーフェンにゲルストホーフェン＝ガプリンゲン飛行場が建設された。この飛行場は第二次世界大戦後アメリカ軍によって兵舎として利用され、これ以後ガプリンゲンに編入された。第二次世界大戦後、故郷を逐われた人々の流入によって人口は爆発的に増加した。1939年から1954年7月までの間に4,584人から8,164人にまで増加した。これは増加率 78.1 % にあたる。
この町は、1950年に市場町に、1969年に市に昇格した。1988年から2018年までの間に人口は5,394人から17,079人増加して22,473人となった（増加率 31.6 %）。ゲルストホーフェンの人口は2030年までに27,000人を超えると予想されている。

### 地区部の歴史
かつて自治体だったヒルプリンゲン（1975年1月1日）、バッツェンホーフェン、エーデンベルゲン、レッテンベルゲン（いずれも1978年1月1日）は自由意思でゲルストホーフェンに合併した。ヒルプリンゲンは自治体再編が行われる以前の1975年に当時の市長ピフィフナーが後継者のないまま辞任したため、自発的に合併を選択した。他の3町村は、合併先をガプリンゲンにするかゲルストホーフェンにするかの選択しかなかった。
バッツェンホーフェン、エーデンベルゲン、レッテンベルゲンの合併は、第一次世界大戦前には弊害が多いと認識されており、激しく拒絶されていた。1975年の自治体再編の枠組みにおいては、これは多くの住民にとって望ましい解決策であった。ヒルプリンゲンの決定が、残りの「西部地区」の方向性を決定づけた。

#### バッツェンホーフェン
ゲルストホーフェンの北西、シュムッター川左岸に位置する。ベグレグラーベンがシュムッター川に注ぐ河口の両岸にある地区は、早くも8世紀に文献に記録されており、バッツェンホーフェンの成立も同じく8世紀であった。母教会であるヒルプリンガー・ウアマルクの聖マルティン教会も、特にその地名から、かなり古い時代に成立したと考えられる。
シュムッター川沿いの古い定住地域にあることや、フランク王国の王国聖人である聖マルティンを教会の守護聖人としている事実から、バッツェンホーフェンがかなり古い歴史を有していることがうかがえる。フリードリヒ・バルバロッサは、1154年にゲッギンゲンからゴスラーへ向かう途上でバッツェンホーフェンに滞在した。文献による伝承の柱となるのが969年のウルリヒ文書である。この頃新たに創設されたアウクスブルクの聖シュテファン女子修道院は、最初に寄進された財産としてバッツェンホーフェンに土地を有していた。この集落はシュテファン女子修道院の3つのアムト（地方行政区分）の1つに発展し、修道院の地方所領の中心となった。1750年に修道院によってバッツェンホーフェン城館が建設された。
バッツェンホーフェンは、しばしばその名称を変えた。969年の文書には Pazenhoua と記述されている。11世紀後期には Pacenhoven、12世紀には Battzenhouen、Pacinhouen、Pazzenhouen と呼ばれた。1195年頃には Bazzenhouen、1257年には Bazinhovin であった。1440年から現行の地名である Batzenhofen となった。これは Bazzo の農場 (Höfen) を意味している。
実際の開発は1945年以後に始まった。インフラ設備が整備され、住宅地が設けられ、多目的ホールが建設された。1978年1月1日にバッツェンホーフェンはゲルストホーフェンに合併した。バッツェンホーフェンの人口は約900人、面積は 344 ha で、このうち 99 ha が森である。

#### エーデンベルゲン
エーデンベルゲンはおそらく11世紀に、ガイレンバッハとベグレバッハの2本の川の間の尾根に、ウアマルク・ヒルプリンゲン方面の開墾地として成立した。1382年から1803年までエーデンベルゲンは、聖シュテファン女子修道院の所領であった。エーデンベルゲンに付属する小集落ガイレンバッハが、同名の城館、農場、ガイレンバッハの水車とともに1283年の文献に初めて記述されている。西部に位置するこの地区の人口は約300人強である。面積は 441 ha（このうち 217 ha が森林である）で、アウトバーン A8号線がここを通っている。エーデンベルゲンは1978年1月1日に合併した。

#### ヒルプリンゲン
ヒルプリンゲンは、11世紀に初めて文献に記録されている。しかし出土品は、この集落がアレマン人を起源とする原集落であった事を示している。中世には聖ウルリヒおよびアフラ帝国修道院、アウクスブルクの修道院、官僚一門が土地領主権を行使した。ヒルプリンゲンは1699年にアウクスブルクのホスピタリシュティフトゥング（施療修道院）領となり、世俗化までその支配下にあった。人口は約820人、面積は 446 ha である。ヒルプリンゲンは1975年1月1日にゲルストホーフェンに合併した。

#### レッテンベルゲン
レッテンベルゲンもおそらく11世紀にヒルプリンガー・ウアマルクの開墾集落として成立した。12世紀に Rutinbergen として初めて文献に記録されている。この地区には、人気の行楽地ペーターホーフがある。ここは、1488年からザクント・ペーターとして文献に記録が遺る。レッテンベルゲンには1575年から独自の村の教会である聖ヴォルフガング教会があるが、エーデンベルゲンと同様にバッツェンホーフェン教会区に属している。人口450人のこの地区は森に面しており、面積は 684 ha である。レッテンベルゲンは1978年1月1日にゲルストホーフェンに合併した。

#### アーダルベルト＝シュティフター＝ジートルング
1954年、避難民の総人口に占める割合は 22.6 %、すなわち1847人に及んだ。戦後の住宅危機を回避するために、1950年から1954年までの間に、ゲルストホーフェンに280軒の新しい住宅が建設された。避難民のための最初の区画はペスタロッツィシューレの南側であった。その後、町はランゲマルク通りとルートヴィヒ＝ヘルマン通り沿いの土地の建築相続権を難民に許可した。
アーダルベルト＝シュティフター＝ジートルングは、1956年に連邦コンクール「最高の小集落」新興住宅地部門で、シュヴァーベン行政管区およびバイエルン州で1等を、連邦レベルで特別賞を受賞した。

### 人口推移

ゲルストホーフェンの人口推移

## 住民

### 宗教

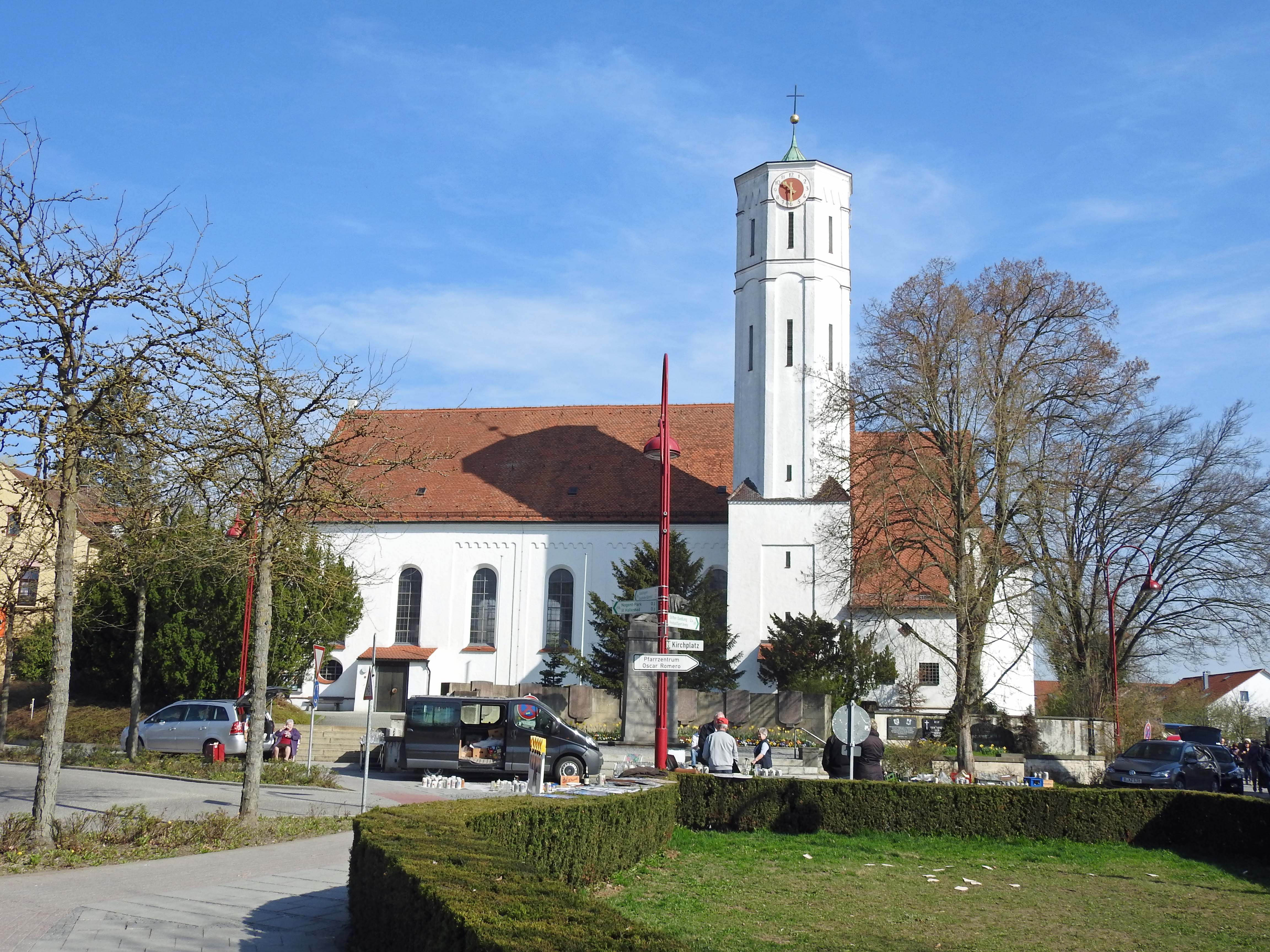
聖大ヤーコプス教会

#### キリスト教
ゲルストホーフェンの住民の多くはカトリック信者である。古い教区教会である聖大ヤーコブス教会は、アウクスブルクを経由してリンダウへ向かうバイエルン＝シュヴァーベン・ヤコブの巡礼路の中継地となっている。この教区教会は、1854年から1855年にゲオルク・フォン・シュテンゲルによって設計されたネオロマネスク様式のザールキルヒェで、1924年から1925年にミヒャエル・クルツによって根本的な改造がなされた。マリア、ケーニギン・デス・フリーデンス教区教会（平和の女王マリア教区教会）は、ヘルマン・エットルの設計による第2バチカン公会議以後の建築例であり、1968年に献堂された。この2つの教区は2006年にゲルストホーフェン教区共同体を形成した。
西部地区には、ヒルプリンゲンに聖マルティンおよび聖ブラジウス教区教会、レッテンベルゲンに聖ヴォルフガング支教会がある。ゲルストホーフェンには大きな聖エンメラム礼拝堂があり、小規模な礼拝堂がいくつかの地区にある: バッツェンホーフェンの聖ゼバスティアン礼拝堂、エーデンベルゲンのフェルトカペレ・マリアヒルフ（野の礼拝堂マリアの救済）、オルツカペレ（集落の礼拝堂）、ヴェークカペレ・アム・メーダー（メーダーの路傍の礼拝堂）、ヒルプリンゲンのヴェークカペレ（路傍の礼拝堂）である。
福音主義＝ルター派の告白教会は、ラングヴァイト、ガプリンゲン、ゲストホーフェンを含むディアスポラ共同体の中心である。プロテスタントはゲルストホーフェンで2番目に大きな宗教共同体である。
この他に、ゲルストホーフェンには新使徒教会の教団が存在する。

#### イスラム教
トルコ＝イスラム連盟のモスク共同体ゲルストホーフェンは、アイユープ＝スルタン＝モスクで宗教教育を行っている。

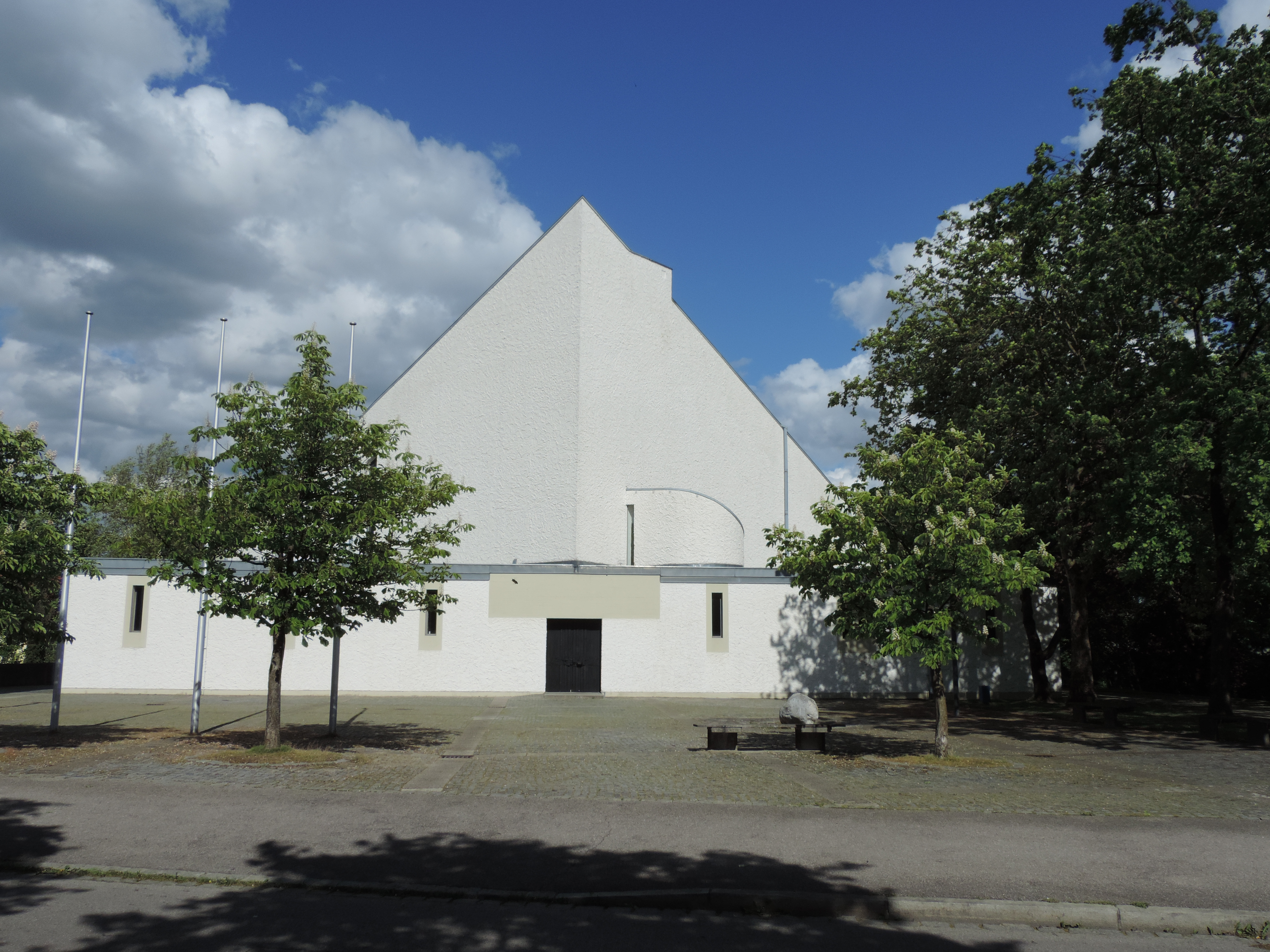
マリア、ケーニギン・デス・フリーデンス教区教会
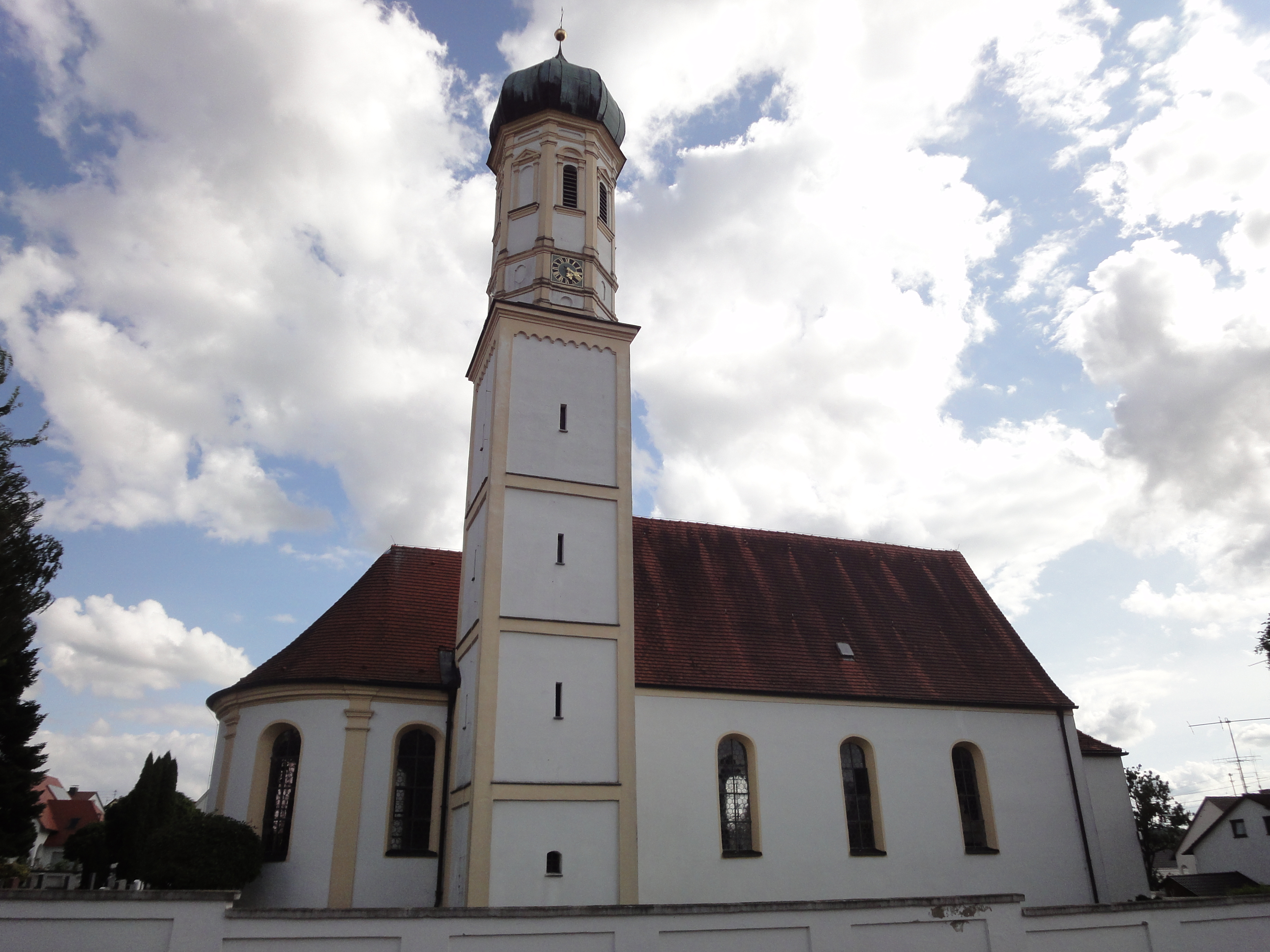
ヒルプリンゲンの聖ブラジウス教会
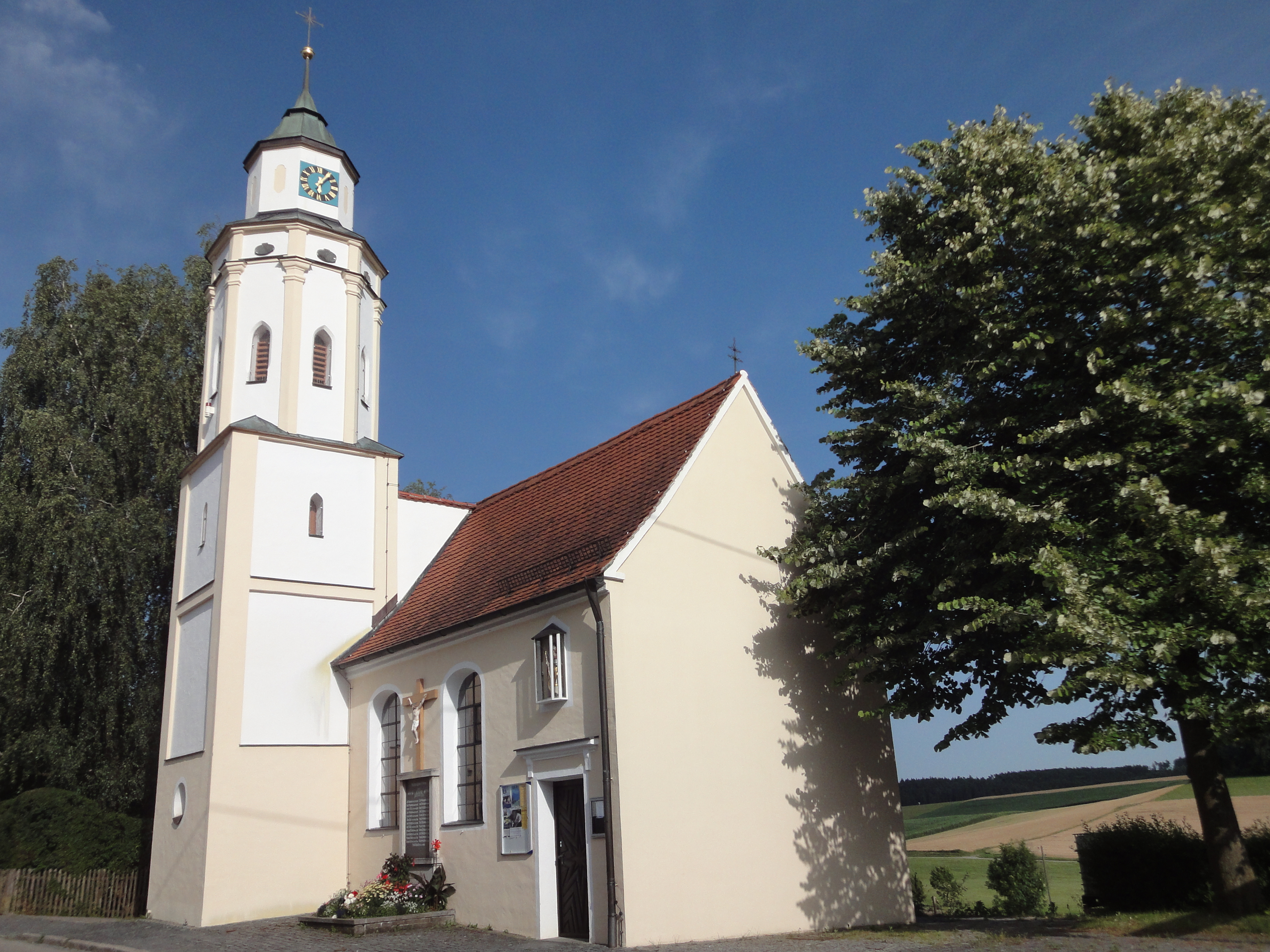
レッテンベルゲンの聖ヴォルフガング教会
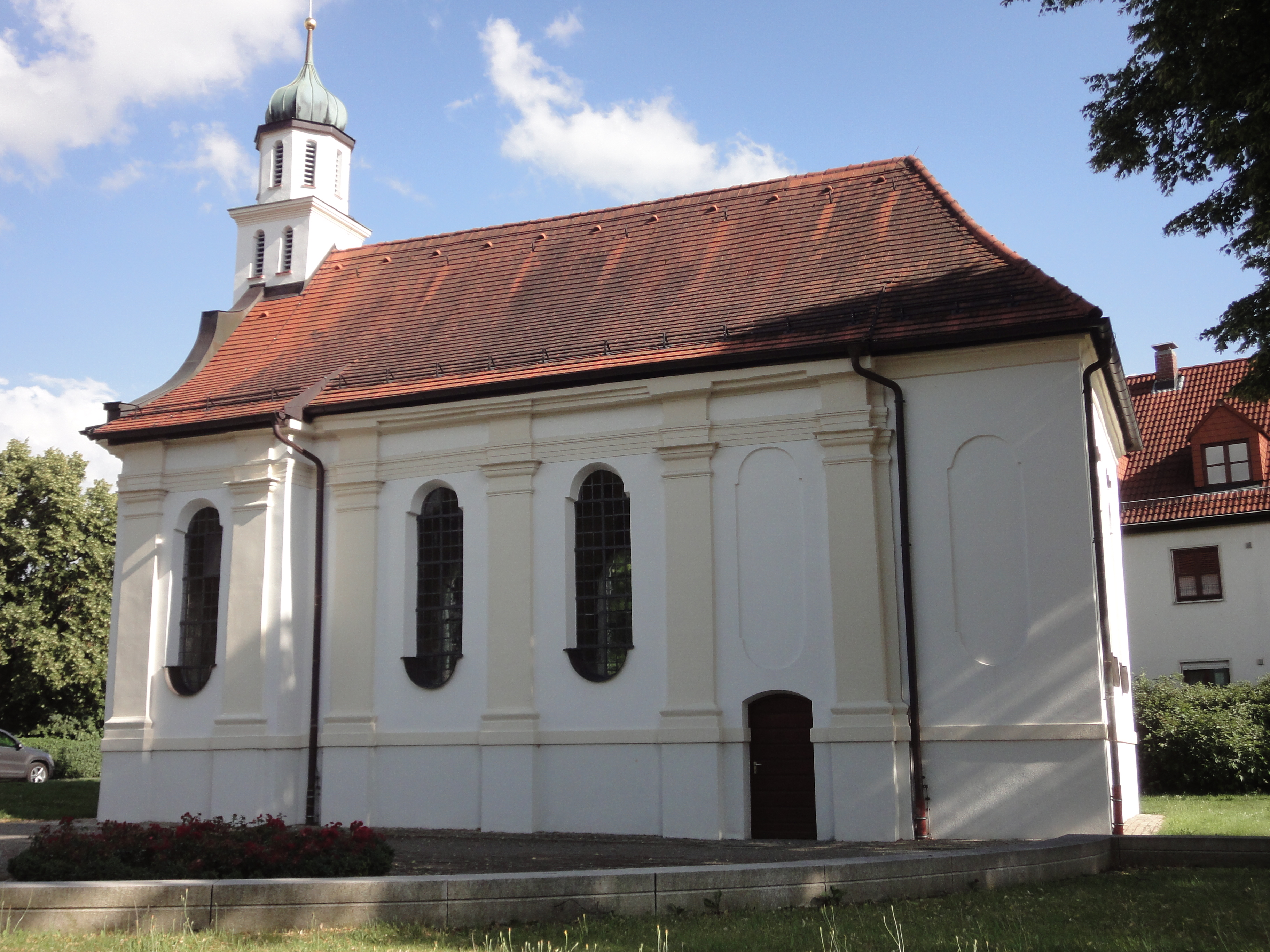
聖エンメラム礼拝堂
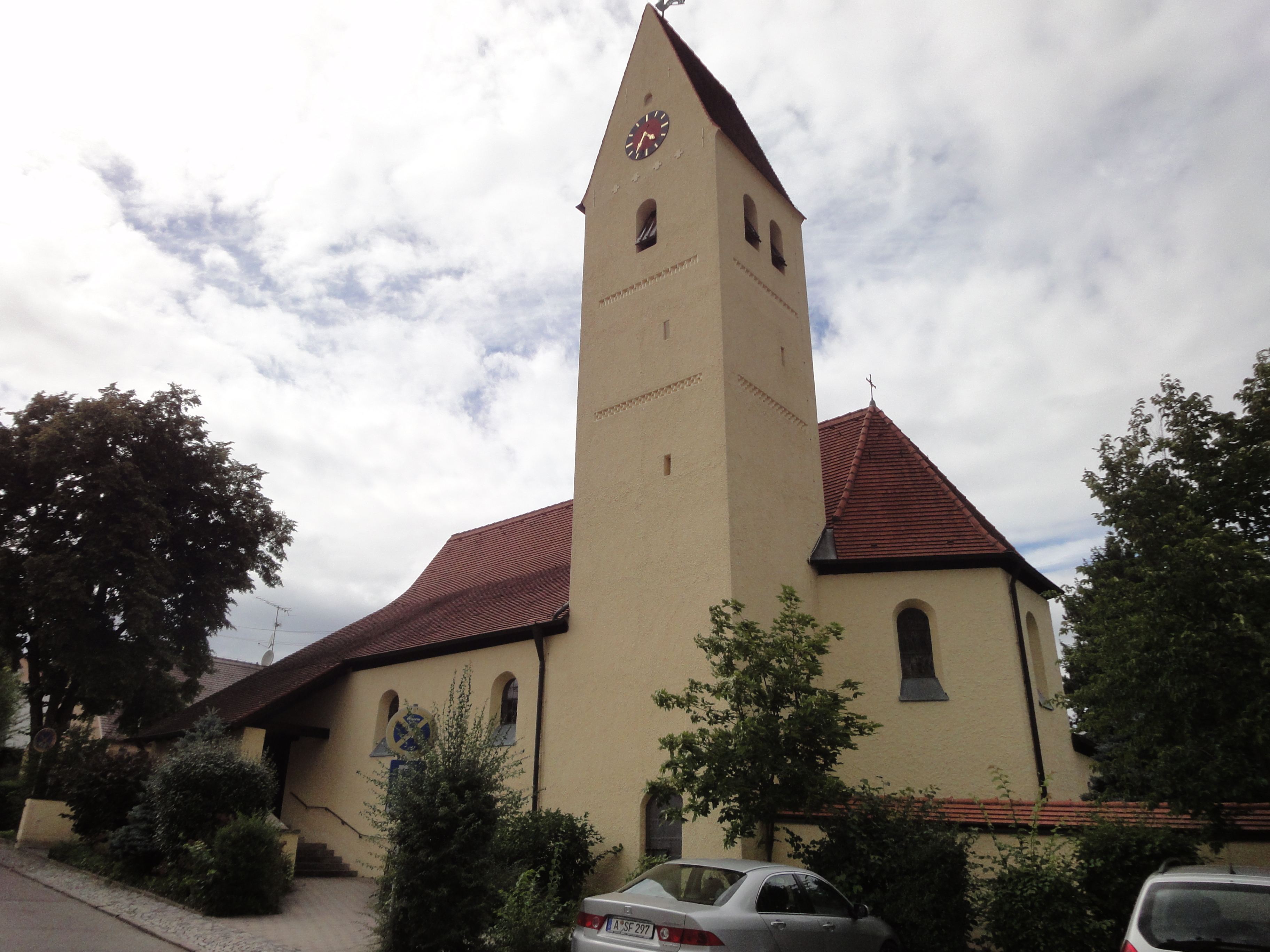
福音主義＝ルター派の告白教会
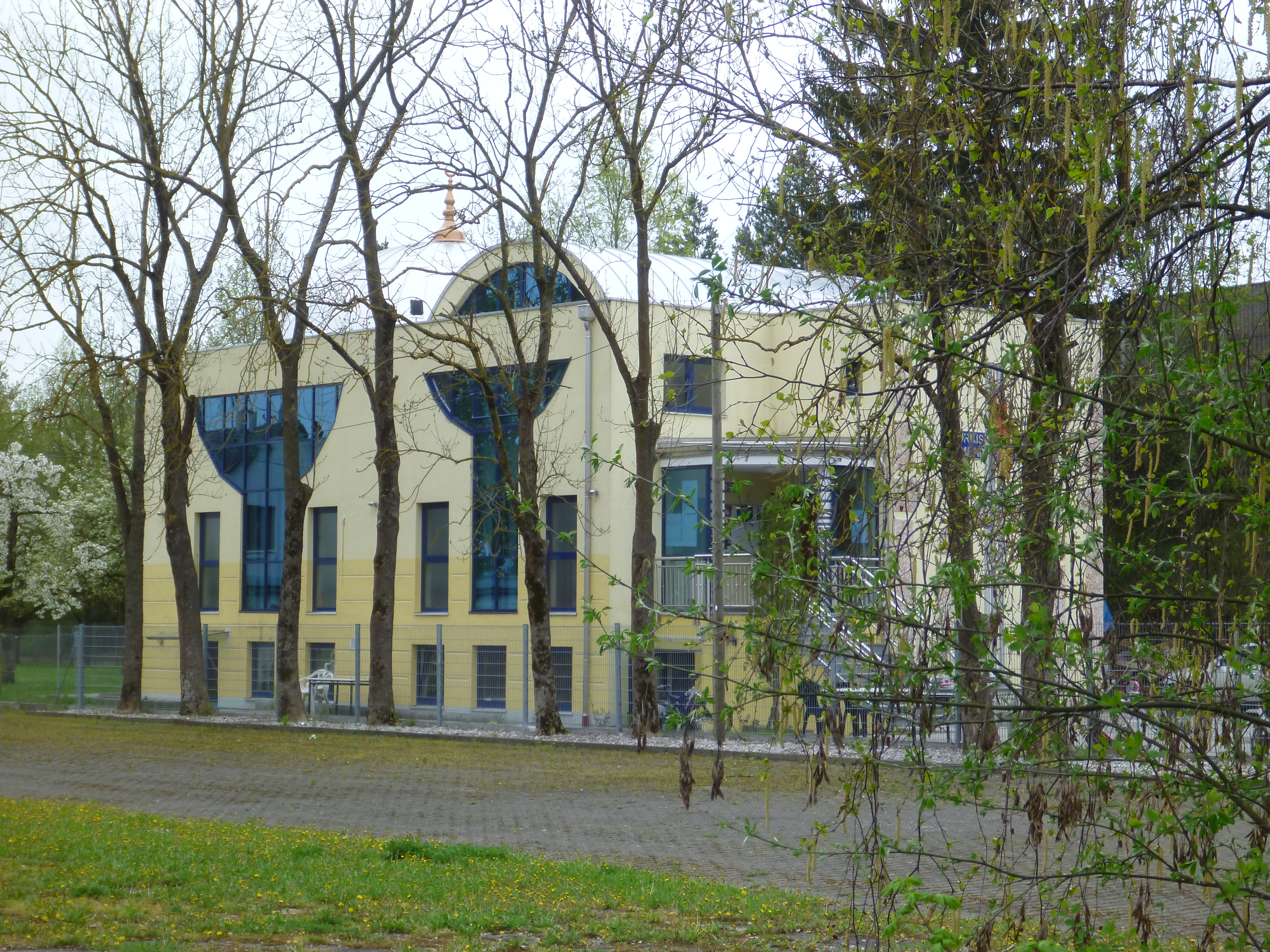
ゲルストホーフェンのモスク

## 行政

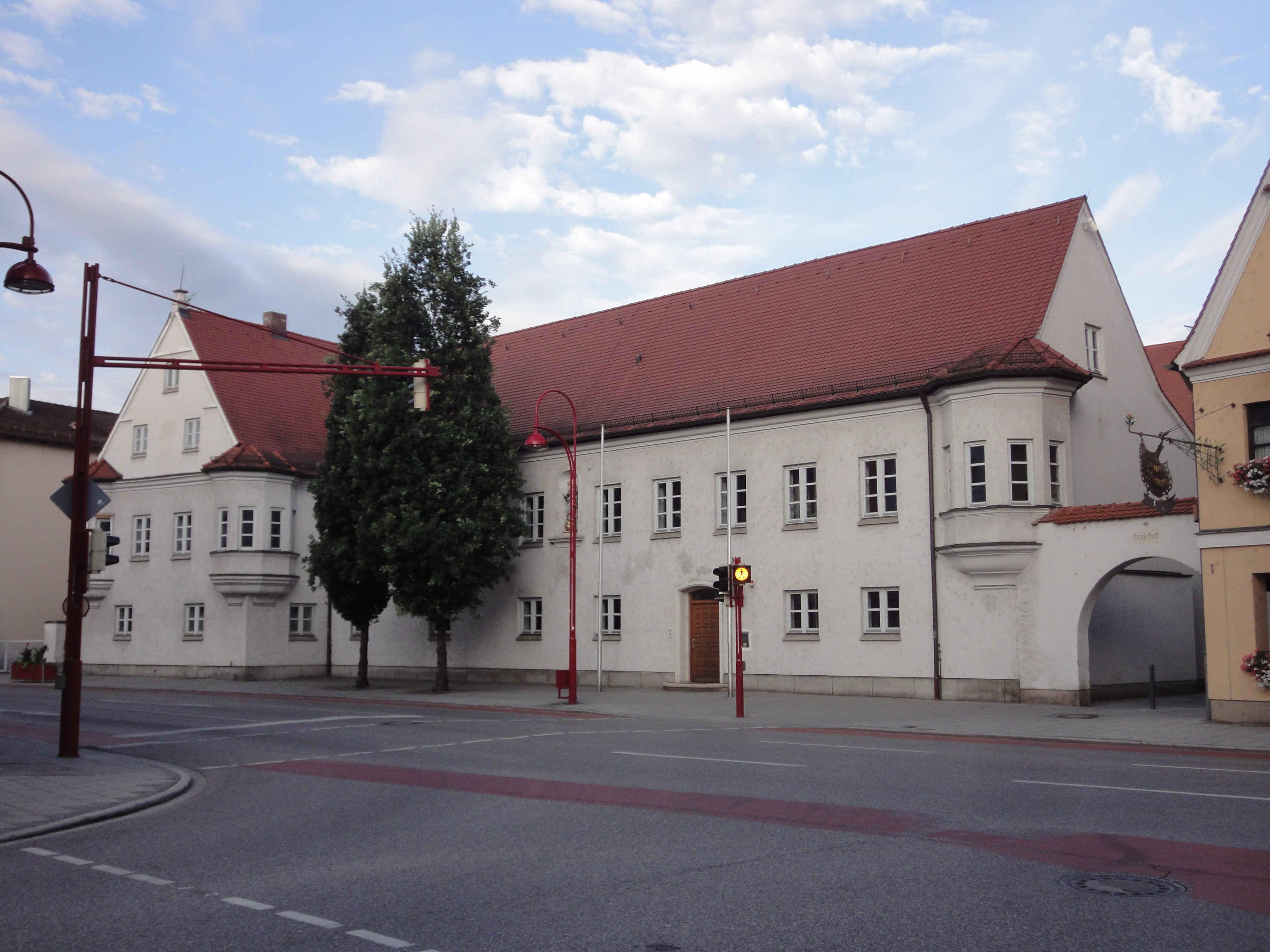
ゲルストホーフェン市庁舎

### 第二次世界大戦後の首長
| 名前                         | 政党                         | 任期                          |
| ---------------------------- | ---------------------------- | ----------------------------- |
| ハインリヒ・シェフナー       | ー                           | 1945年4月28日 - 1945年5月21日 |
| ハンス・シュトゥルム・シニア | SPD                          | 1945年5月21日 - 1946年1月31日 |
| ヨーゼフ・シャイフェレ       | CSU                          | 1946年1月31日 - 1947年3月31日 |
| ヨーゼフ・ヘルムシュロット   | CSU ただし選挙時点では無所属 | 1947年4月1日 - 1952年4月30日  |
| ゲオルク・ヴェントラー       | 無所属                       | 1952年5月1日 - 1967年7月1日   |
| カール J. ヴァイス           | CSU                          | 1967年7月1日 - 1984年4月30日  |
| ジークフリート・デフナー     | CSU                          | 1984年4月30日 - 2008年4月30日 |
| ユルゲンシャンティン         | W.I.R.、2013年までは CSU     | 2008年5月1日 - 2014年5月1日   |
| ミヒャエル・ヴェルレ         | 無所属                       | 2014年5月1日 -                |

### 議会
市議会は30議席の市議会議員と市長からなる。

### 紋章
図柄: 赤地と銀地に左右二分割。領域をまたいで地色と反対の色で塗り分けられた歯車。その下に左右に貫く青い波帯。
紋章の由来: かつてのゲルストホーフェン村は長らくアウクスブルク聖堂参事会領に属していたため、赤と銀色の紋章の配色はこれを表している。レヒ川沿いの立地は青い波帯で示されている。工業化が進んだゲルストホーフェンを容易に表現できる要素として歯車が紋章に描かれている。
紋章研究家オットー・フップによるこのデザインは1937年3月10日に認可された。

### 姉妹都市
- ノージャン＝シュル＝オアーズ（フランス語版、英語版）（フランス、オワーズ県）1969年に町の創建1000年を記念して姉妹自治体協定が結ばれた。この小都市はパリの北約 50 km に位置している。

## 文化

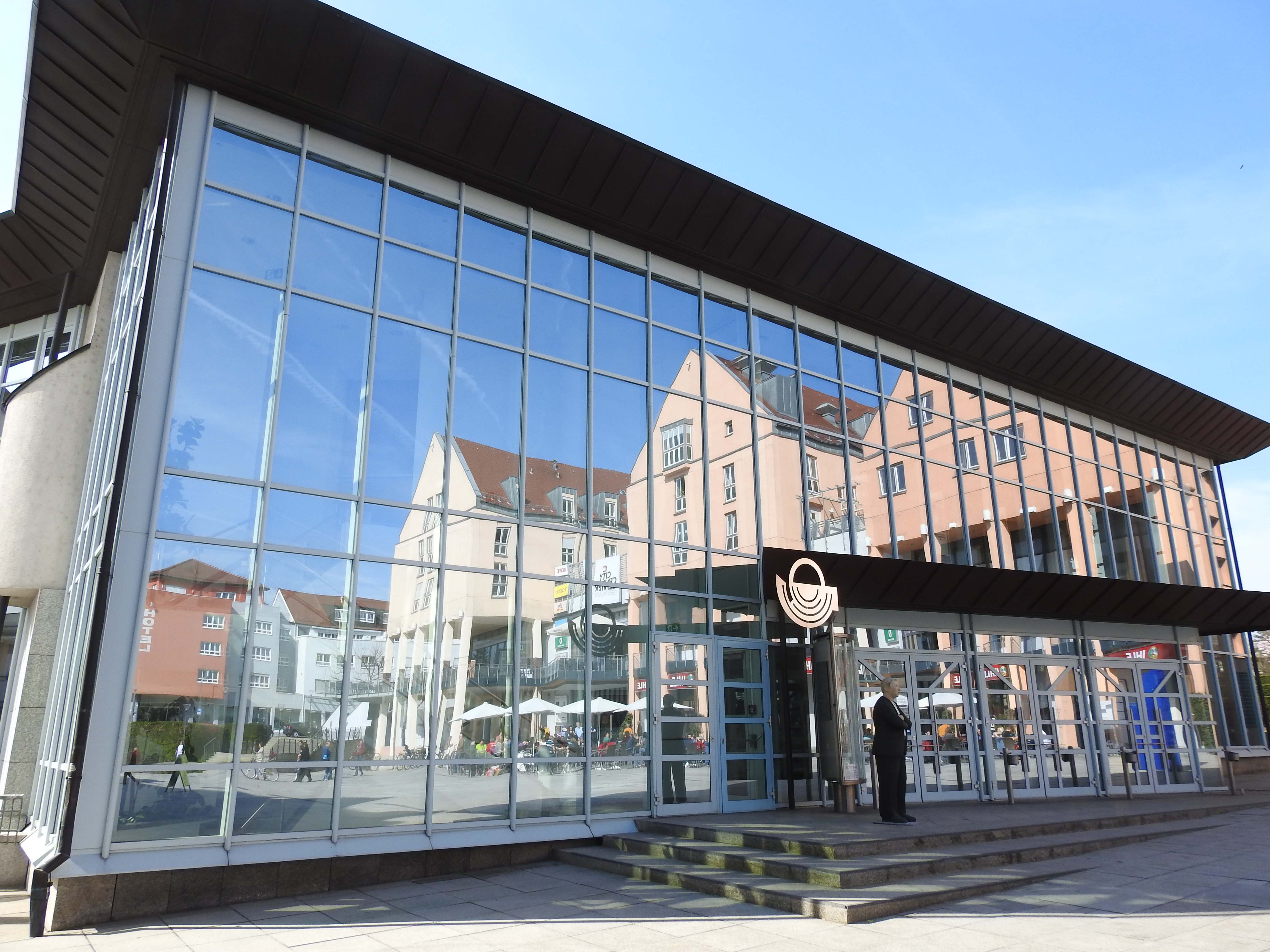
シュタットハレ・ゲスルトホーフェン

### 公共建造物
街の中央に位置する2つの建物が、シュタットハレ・ゲルストホーフェンとその隣に位置するショッピングセンター「シティー・センター」である。

### 博物館

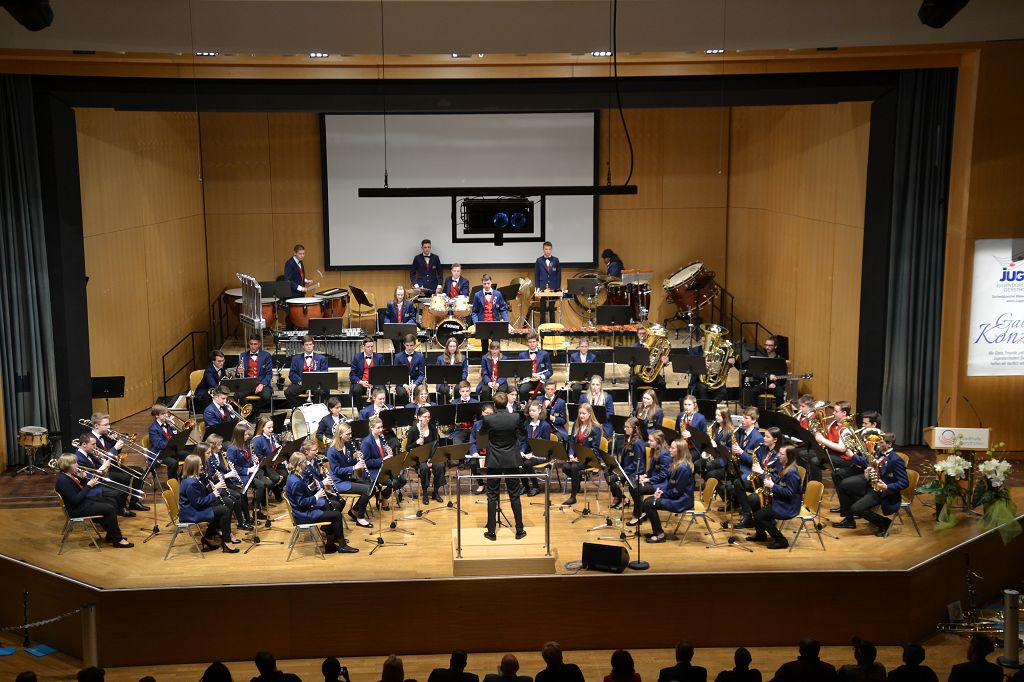
ユーゲントオーケストラ・ゲルストホーフェン（2019年）

- ゲルストホーフェン・バルーン博物館

### クラブ
ゲルストホーフェンには100を超えるクラブがある。例えば以下のクラブがある:
- 文化
  - 郷土・民俗クラブ・ゲルストホーフェン e.V.。1920年創設。
- チェス
  - レハーナ・ゲルストホーフェン e.V.
  - Kol-la e.V.
- オーケストラ
  - ユーゲントオーケストラ・ゲルストホーフェン - シュヴェービシェ・ブレーザーブーベン e.V.
- スポーツ
  - TSV 1909 ゲルストホーフェン e.V.
  - ドイツ・アルプス協会のセクション・ゲルストホーフェン e.V.
  - CSC バッツェンホーフェン＝ヒルプリンゲン

## 経済と社会資本

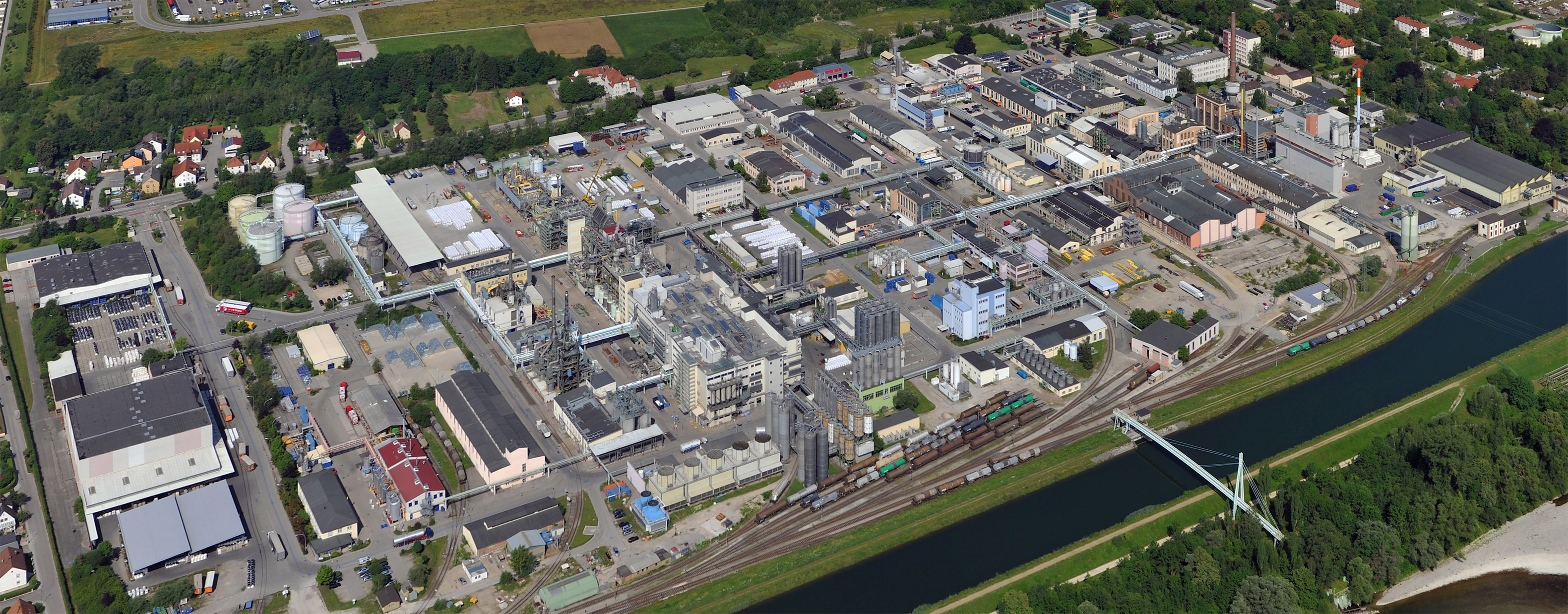
ゲルストホーフェン工業パーク

### 経済発展
ゲルストホーフェンの経済構造の変化は、それぞれの経済分野の変化に最も明確に見ることができる。1930年には、大小79軒の営農家の他に、110軒の商工業経営者がいた。1968年になると農業経営者は50軒に減少する一方、商工業経営者は337軒に増加した。この差は1985年から1987年までにさらに拡大し、農業経営者は90軒、商工業経営者は724軒となった。水力発電所を備えた運河の建設とこれに伴う1900年頃のヘヒスト工場への電力供給がゲルストホーフェン発展の特別な駆動力となった。この工場は現在ゲルストホーフェン工業パークとなっている。

### 農業
農業経営者の数は、1949年から1968年までに98軒から50軒にまで減少し、ほぼ半分となった。最初の5年間に 5 ha 未満の中小規模農場が24軒、これより大きな農場が1軒減少した。次の5年間では、5 - 20 ha の営農者が15軒減少したが、20 - 50 ha の営農者が3軒増えた。これは大きな農場がより高い効率を目指して、その前提となる農場面積拡大を意図したと考えられる。農業用地の面積は、1956年が 1094 ha に対して、1968年は 970.11 ha と、124 ha、11.3 % 減少した。農業経営者の減少は、1954年から1968年までの間に23軒、31.5 % であり、前述の農地面積拡大の傾向を裏付けている。市町村合併によって農地面積は拡大した。1985年の農業用地は 1750 ha で、この面積を90軒の営農者が運用していた。その後農業の大規模化がさらに進行し、2020年現在の農業用地面積は 2,371 ha、農業事業者は37軒である。

### 手工業者
この街で最も古い手工業者の1つがヴェルクマンシェ・ゼックレライ（鞄製造）である。創業者は1838年にパッペンハイムで生まれ、1910年にゲルンストホーフェンで亡くなったフリードリヒ・ヴェルクマンである。彼は1867年の春にドナウヴェルター通り12番地の家に定住した。ゲルストホーフェンにはそれまで鞄職人がいなかった。この年の秋に結婚し、1870年にアウクスブルガー通り26番地に現在の建物を建設した。これ以後この工場で、あらゆる種類の革ズボンや革製衣料が製造された。この工場は1980年11月24日に生産を停止した。1830年にゲーベンホーフェンで生まれた大工のアンドレアス・プファッフェンツェラーは、遍歴修業の後1858年3月4日にゲルストホーフェンに当時あったシュライナーゼルデ・ハウス Nr.15 で事業を始め、ここで独立した。彼は1861年にドナウヴェルター通り12番地に作業場付きの住居を建設した。その後、ハウプト通り（現在のドナウヴェルター通り）の車大工やバウエルン通りのシュパナー近くの鍛冶屋などの手工業者が増えていった。礫・砕石工場などの大規模業者がこれに続いた。

### 銀行業
ゲルストホーフェン貯蓄・貸付協会は、1882年3月19日に設立された。設立総会には、市長で農業経営者のミヒャエル・ドイリンガーが招待された。これはアウクスブルク郡で最初の、シュヴァーベン行政管区でも2番目のライフアイゼン農業信用組合の支店であった。16人が加盟を表明し、工場経営者のトーマス・キルナーが初代の兼任の組合会計係に選出された。郡立貯蓄銀行もアウクスブルク郡の銀行業において重要である。この銀行は1855年にツースマールスハウゼンで設立された。1930年のフィッシャハ、1931年のゲッピンゲン、1932年のヴェルデンに続いて、1934年にゲルストホーフェンに支店が設けられた。

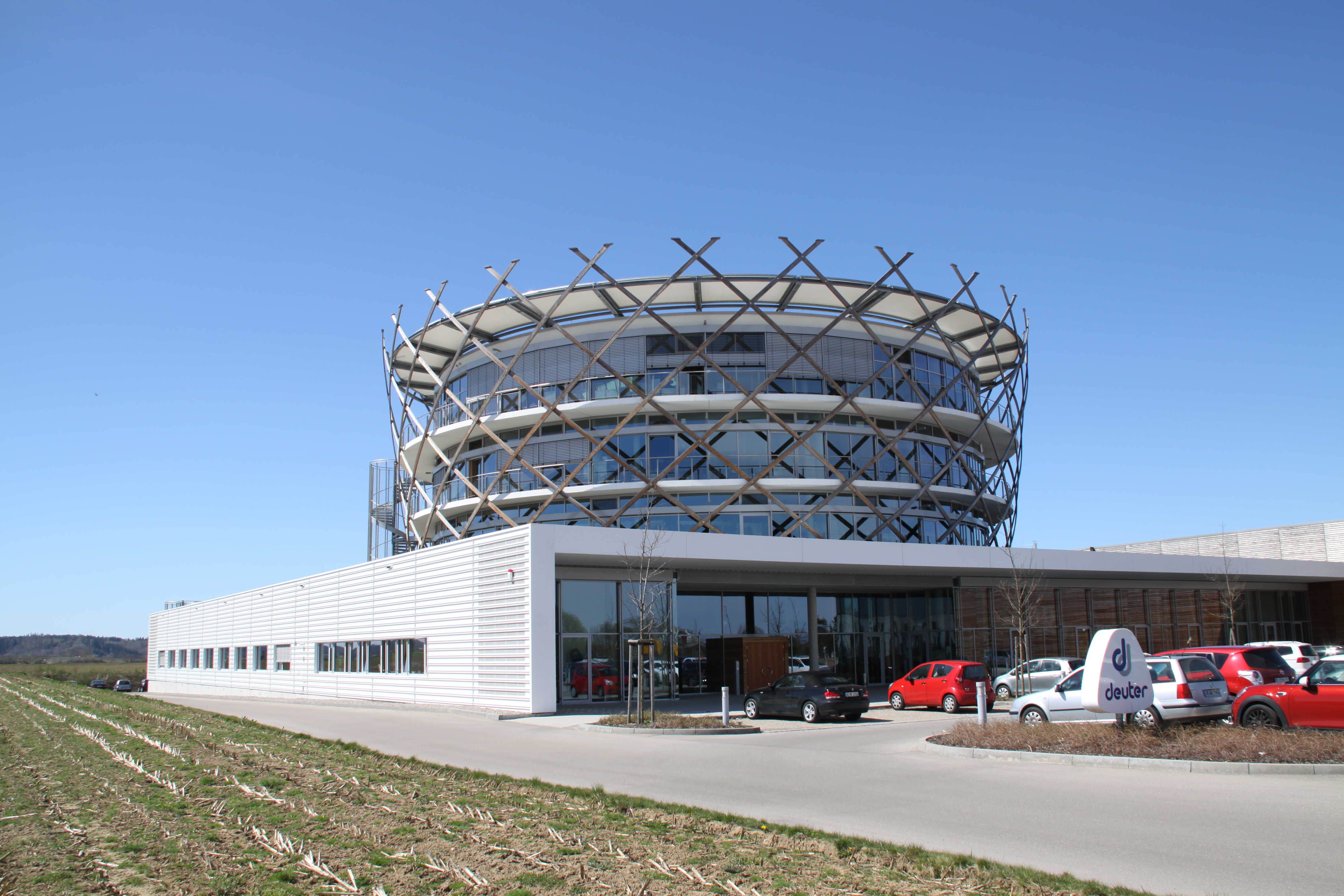
ドイター・シュポルト本社

### 工業、商業、サービス業
ゲルストホーフェンには、全国的に重要な企業が多くある:
- クアントロン AG - 電気や水素燃料を動力源とするバン、トラック、バスなどの車両を含め、人と物の持続可能な輸送ソリューションの製造 (OEM) および改造を行う。
- ゲルストホーファー・バックベトリーベ GmbH - 南ドイツ最大規模の製パン企業であり、Aldi Süd のパン製品の主要サプライヤーであった。2015年からハインドル家のゼラフィン企業グループ傘下となったが、2018年に倒産した。
- フムバウアー - ヨーロッパのトレーラー製造先端企業の1つである。
- インパルス・ファイナンスマネージメント AG - 保険および金融サービス企業。
- フリッツ・ザウアー芸術花火工場 AG - ドイツで最も古い花火製造業者の1つである。
- ドイター・シュポルト - リュックサックの製造業者。
- ゼーレ・グループ - ファサードの建設業者。
- ロシュマン・グループ - ファサードの建設業者。
- シェンカー AG - 運輸業者。
- アンドレアス・シュミット・ロジスティーク - 運輸業者。
- ロマン・マイヤー・ロジスティーク・グループ - 運輸業者。
- フォルシア - 排気技術開発センター。
- ヘルマン・シュニールレ GmbH - 座席システム製造業者。
- ゲルストホーフェン工業パークには以下の業者がある:
  - アリゾナ・ケミカル - レジンおよびドレシナートの先端企業。
  - クラリアント GmbH ドイチュラント - 特殊化学の大規模企業複合体。
  - INVISTA レジンス & ファイバース GmbH - ポリエステルやナイロンなどの合成樹脂製造の大規模企業複合体。
  - マーラーヴェルクシュテッテン・ハインリヒ・シュミット - ゲルストホーフェン支社。内装分野の塗装および関連サービスを行うグループ企業。

また、ゲルストホーフェンには家具販売店イケアの「アウクスブルク」支店がある。

### 学校
学校については、ゲルストホーフェンには基礎課程学校 3校（モーツァルトシューレ、ゲーテシューレ、ペストロッツィシューレ）、養護学校 1校（フランツィスクスシューレ）、中等学校 1校（アナ＝プレル中等学校）、パウル＝クレー＝ギムナジウム、インターナショナル・スクール・アウクスブルクがある。インターナショナル・スクール・アウクスブルクは、ゲルストホーフェンに本部があり、ここでは国際バカロレアの資格を修得することができる。これらに加えて、ゲルストホーフェンには音楽学校もある。

### メディア
- アウクスブルガー・アルゲマイネ・ツァイツゥング（日刊紙）の地方版
- ゲルストホーファー・シュタットツァイトゥング（週刊のフリーペーパー）
- マイハイマート・シュタットマガツィーン・ゲルストホーフェン（月刊のフリーペーパー）

### 交通

#### 道路
アウトバーン 8号線（A8号線）がゲルストホーフェンを東西に貫いている。南北方向には4車線の連邦道2号線（B2号線）と17号線（B17号線）が通っており、いくつかのインターチェンジでゲルストホーフェンにアクセスできる。

#### バス交通
シュタットヴェルケ・ゲルストホーフェン（直訳: ゲルストホーフェン都市施設局）のバス運営は、2006年の初めには酷い赤字のために市議会が廃止を検討したこともあったが、2006年10月1日に新たに民営のゲルストホーフェン交通会社 (GVG) に引き継がれた。この新しい交通会社には、ゲルストホーフェン市が資本の 80 % を出資し、残りをボービンゲン（アウクスブルク郡）に本社を置くシュヴァーベン自動車近郊交通サービス GmbH が出資している。2006年12月10日から緑色に塗装された低床式バスはアウクスブルク中央駅まで運行しなくなった。オーバーハウゼン・ノルト P+R 停留所で、アウクスブルク市電の4号線に乗り換える必要がある。ここには約250人乗り（座席数は100席）の連結車両が投入されており、ラッシュ時には5分間隔でアウクスブルク中央駅まで乗り換えなしで運行されている。さらにアウクスブルク＝ツェントルム（アウクスブルク中心街）までの地方バスが運行しており、ゲルストホーフェンに多くの停留所がある。512番のバスはゲルストホーフェンからヒルプリンゲン、テーフェルティンゲン、ノイゼス、アウクスブルク・ヴェストを経由してシュテッパハまで運行している。

#### 鉄道
ゲルストホーフェンには鉄道アウクスブルク - ネルトリンゲン線の駅がある。ゲルストホーフェン駅には1時間ごとに定期的にアウクスブルク、ミュンヘン、ドナウヴェルトへの列車が発着する。ラッシュ時には追加便が増発されるが、運行間隔は良くない（15/45分程度）。
路線が開設された1845年に建造され、老朽化した駅舎は、2016年に取り壊された。線路の西側に、約100台が利用可能なパーク・アンド・ライド駐車場が2013年に設けられた。

#### 飛行場

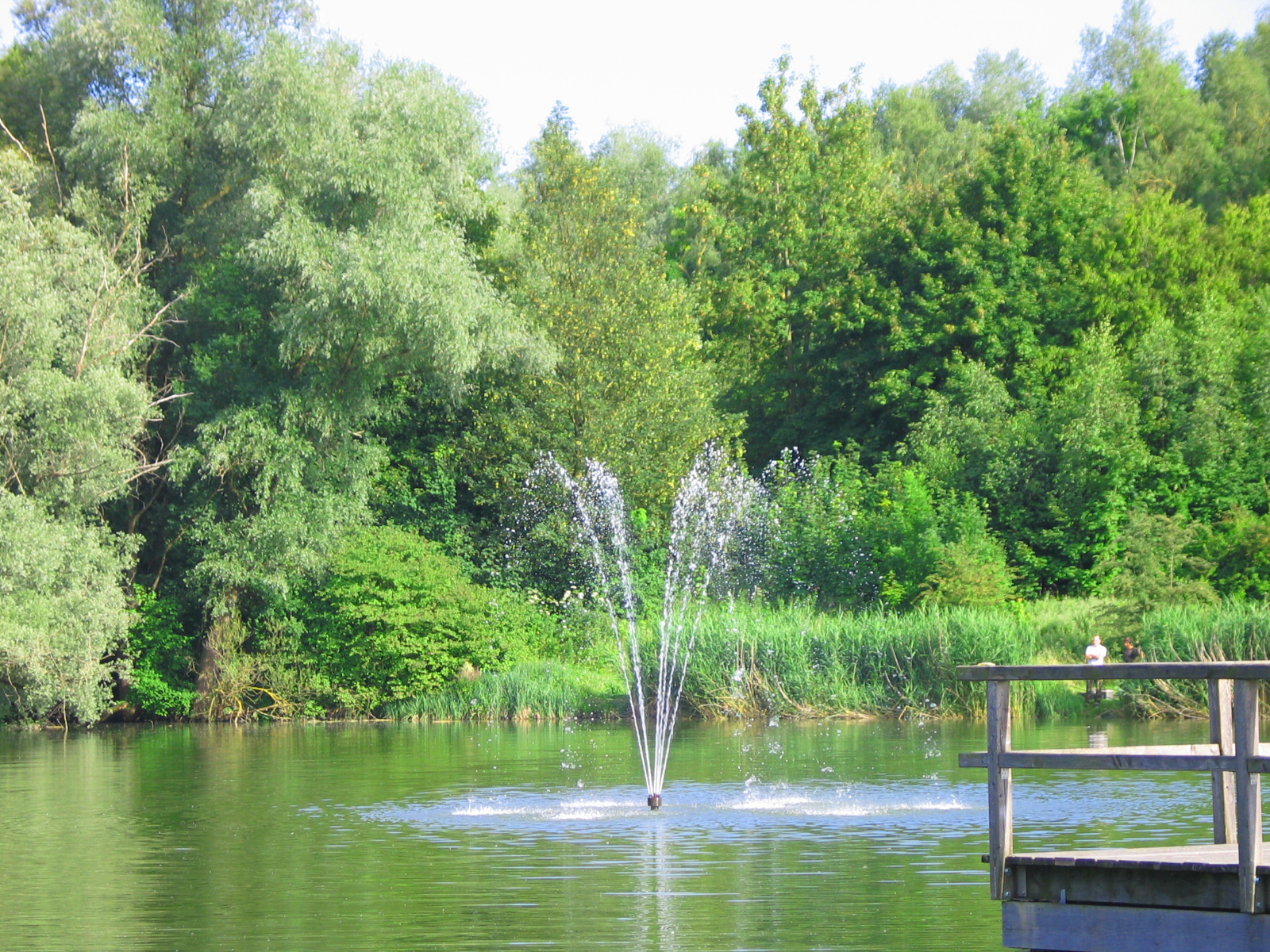
ヨーロッパ池

約 6 km 東にアウクスブルク飛行場がある。

### その他の話題
- ゲルストホーフェンは1999年に短期間だが連邦全土の注目を集めた。本市は500万ドイツマルクの黒字を計上し、このうち200万ドイツマルクを市民に還元するとして、1人あたり100ドイツマルクを配布した。州議会は、この通常にない行動を法的に検討し、「許容範囲である」と評価した。
- 2005年ヨーロッパ洪水（ドイツ語版、英語版）で、ゲルストホーフェン近郊の A8号線レヒ橋新設工事の仮基礎が流された。まだ完成していなかった橋が倒壊し、古い既存の橋も一緒に破壊される危険性があった。
- 2009年から2014年まで毎年6月に国際サルサ・フェスティバル・アウクスブルクがゲルストホーフェンで開催されていた。
- ゲルストホーフェンの東、レヒ川の対岸に、アウクスブルガー・ミュルベルク（山）とオイローパ池がある。
- 1967年から毎年12月31日に、国際ジルヴェスター・レースが開催される。

## 人物

### 出身者
- ハンス・エルトメンガー（1903年 - 1943年）第二次世界大戦時の軍人。最終階級は海軍大佐。騎士鉄十字章受章者。

### ゆかりの人物
- フリードリヒ・バルバロッサ（1122年 - 1190年）神聖ローマ皇帝。1154年にゲッギンゲンからゴスラーへ向かう途中、バッツェンホーフェンに滞在した。
- パウル・クレー（1879年 - 1940年）画家。1917年1月17日にゲルストホーフェン＝ガプリンゲン飛行場に着任した。
- オーギュスト・ピカール（1884年 - 1962年）物理学者、気象学者。1931年にゲルストホーフェン近郊で成層圏バルーンを使った研究を行った。この飛行で彼は助手のポール・キプファーとともに史上初めて高度 15,781 m に達した。

## 関連図書
- Johannes Krauße, ed (1989). Chronik der Stadt Gersthofen: 969–1989. Gersthofen
- Hans Eberlein (1954). Gersthofen : Werden u. Wachsen e. Gemeinwesens. Gersthofen

### 訳注
1. ↑  バイエルンにおける1タークヴェルクは約3400 m2であった。